# Sophie Aubry
Pour les articles homonymes, voir Aubry.
Sophie Aubry est une actrice française, née le 14 février 1974 à Gisors, dans l'Eure.

## Filmographie

### Cinéma
- 1988 : Papa est parti, maman aussi de Christine Lipinska : Laurette
- 1991 : La Thune de Philippe Galland : Edwige
- 1993 : Une nouvelle vie d'Olivier Assayas : Tina
- 1993 : Drôles d'oiseaux de Peter Kassovitz : Marthe Fille
- 1995 : Les Péchés mortels de Patrick Dewolf : Solange Montfort
- 1995 : Le Plus Bel Âge de Didier Haudepin : Claude
- 1999 : Pas de scandale de Benoît Jacquot : Véronique
- 2000 : Les Destinées sentimentales d'Olivier Assayas : Dominique
- 2007 : Pars vite et reviens tard de Régis Wargnier : Eva

### Télévision
- 1989 : Adieu Christine de Christopher Frank (téléfilm) : Christine
- 1990 : Le Blé en herbe de Serge Meynard (téléfilm) : Vinca
- 1991 : Cavale de Serge Meynard (téléfilm)
- 1991 : Nestor Burma d'Henri Helman (série télévisée, épisode Pas de bavards à la Muette) : Suzanne
- 1994 : Voyage en Pologne de Stéphane Kurc (téléfilm) : Laure
- 1996 : L'Orange de Noël de Jean-Louis Lorenzi (téléfilm) : Cécile
- 1997 : Le Bonheur est un mensonge de Patrick Dewolf (téléfilm) : Betty
- 1998 : Combats de femme de Jean-Pierre Améris (série télévisée, épisode L'amour à vif) : Alice
- 2000 : Mémoire en fuite de François Marthouret (téléfilm) : Sarah Finkiel
- 2000 : Louis Page de Jean-Louis Lorenzi (série télévisée, épisode L'orphelin) : Cécile
- 2000 : Le bal des célibataires de Jean-Louis Lorenzi (téléfilm) : Cécile
- 2007 : Épuration de Jean-Louis Lorenzi (téléfilm) : Cécile
- 2011 : Pour Djamila de Caroline Huppert (téléfilm) : Anise Postel-Vinay
- 2011 : Interpol de Franck Ollivier (série télévisée, épisode Soleil trompeur) : Sophie Combaz
- 2015 : Mongeville (saison 1, épisode 6 Les Ombres d'un doute) : Brigitte Jourdan la visiteuse de prison

## Publications
- La nuit en plein jour, Desmaret Eds, 2004, 106 p. (ISBN 1020314788)
- Nouvelle d'une maman en détresse, éditions Baudelaire, 2017 (ISBN 2913675301)

## Distinctions
- 1995 : Meilleur second rôle féminin (Prix du Jury) au Festival Jean-Carmet de Moulins pour son interprétation dans Le Plus Bel Âge de Didier Haudepin